# 에드거 스노

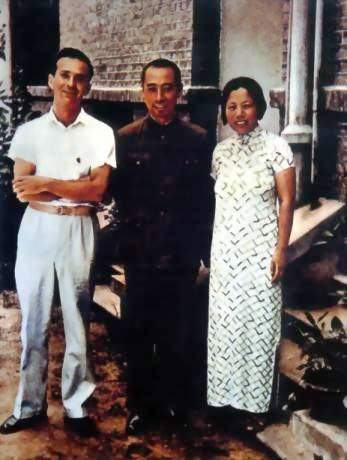
에드거 스노(왼쪽) 기자와 저우언라이.

에드거 스노(Edgar Snow, 1905년 7월 17일 ~ 1972년 2월 15일)는 미국의 저널리스트이다. 그는 특히 서방 기자로는 최초로 중국공산당의 본부가 있던 산시성 바오안(保安, 현재의 옌안시 즈단현)을 방문 취재하여 저서 《중국의 붉은 별》(Red Star Over China)를 출판(1937년), 서방에 마오쩌둥이 알려지는 데 큰 역할을 했다.

## 생애
미국 중부의 켄사스 시티에서 1905년 태어난 스노는 스물세 살의 나이로 중국을 갔다가, 중국의 어지러운 현실에 깊은 연민의 마음을 갖게 된다. 교외의 농가에서 출생하여 미주리 대학(1925~1926)과 컬럼비아 대학(1927)에서 수학하였다. 학생 시절에 캔자스 시티의 지방지 《스타》의 통신원으로서 신문 기자의 첫발을 내디뎠다.

## 이력

### 중국 공산당과의 만남
1928년에 중국 상하이로 건너가 《차이나 위클리 리뷰》(密勒氏評論)의 부편집장으로 활동하면서 중국 연구에 전념하였다. 1934∼1935년에 사립 옌징대학[燕京大學]에서 시간 강사로 출강하기도 하였고, 동시에 《뉴욕 선》(1934∼1937), 《런던 데일리 헤럴드》(1932∼1941) 등의 잡지 특파원으로 극동·중동의 여러 나라를 순방하였다.
미국 미주리주 캔자스 시 출신으로 미주리 대학에서 저널리즘을 학업하다가 학비 사정으로 중퇴하고, 뉴욕의 컬럼비아 대학으로 옮겨 졸업했다. 이후 잠시 주식 투자에 종사하기도 했다가 1928년 세계 일주를 하고 싶다는 생각으로 일본 제국으로 밀항하였고, 1929년에 《Consolidated Press Association》 특파원 자격으로 중국으로 옮겨 1941년까지 그곳에 머물렀다. 1932년에는 중국에 와 있던 미국 여성 헬렌 포스터 스노(필명 님 웨일즈)와 결혼했다. 이후 중국에서 많은 글과 책을 발표했고, 1936년 마오쩌둥의 장정 후에 산시성에 있던 중국 공산당 지도부를 취재하여 유명해졌다. 저작 활동으로는 1932년에 처녀작 《극동전선(極東戰線)》을 출판하고, 1936년에 미국인 기자로는 처음으로 중화소비에트공화국의 옌안지구[延安地區]에 들어가 마오쩌둥[毛澤東]과 회견하고 저술한 《중국의 붉은 별》로 중국 공산당의 실상을 긍정적으로 소개하였다.

### 미국에서의 언론활동
1941년 아내와 함께 미국으로 돌아왔다. 1942년 《Saturday Evening Post》의 전쟁 특파원으로 고용되어 인도, 중국, 러시아를 돌며 제2차 세계 대전을 취재했다. 1944년에 펴낸 그의 저서 《People on our side》에서는 반파시즘 연대를 강조했다. 1949년에는 그의 정치적 자세를 문제삼은 님웨일즈와 이혼하였고, 여배우 로이스 와일러와 재혼하였다. 그는 마르크스-레닌주의에 빠지면서 직업적 경력을 얻는 데 경도하였던 그의 청년 시절의 정치적 태도 때문에 한국 전쟁 이후로 매카시즘이 만연하던 1950년대에 미국에서는 활동에 커다란 제약을 받았으며, 미국을 떠나면서 스위스에 정착했다. 그러나 미국 국적을 완전히 포기하지는 않았다.

### 중국 방문
중일전쟁 발발 이후에 《아시아 전쟁》(1941)을 출판한 후, 본국으로 돌아가 평론 활동을 계속하였다. 제2차 세계 대전 중에는 종군 기자로 중국은 물론, 아프리카·인도·소련 등을 방문, 《우리편의 민중》(1944) 《소비에트 세력의 형태》(1945)를 출판하였다. 그러나 자신의 오랜 중국 공산당에 대한 취재의 성취감 및 마오쩌둥의 정치적 승리에 매몰되어 있었던 에드거 스노는 1960년과 1964년 '죽의 장막'으로 불리던 중화인민공화국을 다시 방문하여 마오쩌둥과 저우언라이 등을 만나 회담하였다. 문화대혁명 기간에도, 닉슨, 키신저 등을 수행하여 함께 중국을 방문하여, 마오쩌둥과 장칭, 저우언라이 등과 우정 어린 재회를 나누었고, 방중 기간 마오쩌둥과 장칭 등의 오랜 측근 인사이자, 문혁 기간 중국을 찾은 외국 인물로 이름을 널리 알리기도 했다.
그는 마오쩌둥 사망 전까지도 마오쩌둥과 저우언라이 등의 오랜 친구이자, 마오쩌둥의 공산 혁명을 해외에서 긍정적으로 선전하는 역할도 했기 때문에, 그가 스위스에서 암과 투병하게 되자, 중국 공산당의 저우언라이 총리는 그를 위해 중국의 의사들을 파견하기도 했다. 그는 제네바에서 사망하였다.

## 저서
- 모택동 자전[4]
- 중국의 붉은 별 - 상[5]

### 중국의 붉은 별
당시 모든 외국인 특파원은 상하이 등 중화민국의 국민 정부가 통치하고 있는 지역에서 취재 활동을 했으며, 마오쩌둥이 있는 소비에트 홍군 지역으로 들어가지 않고 안전한 취재 활동을 벌였다. 그러나 에드거 스노는 중국 공산당 요인이 써준 추천장 한 장을 들고서 마오쩌둥을 직접 찾아갔다. 우여곡절 끝에 마오쩌둥과 마주한 에드거 스노는 온갖 추측이 난무하던 소비에트 홍군의 지도자들에 대한 취재를 시작했다. 오사운동 이후 코민테른에 의해 중국 공산당원이 되어 북벌 혁명에 나섰던 일, 그리고 중화소비에트공화국 이후로 대장정과 옌안 공산혁명 근거지 입성까지의 과정 등을 마오쩌둥 등에 의해서 생생하게 기록하였다. 마오쩌둥 뿐만 아니라 저우언라이, 펑더화이 등 당시 중국 공산당을 지도하던 인사들과 만나면서 그들의 이야기를 전하고 공산 혁명에 동참하는 농민들의 이야기도 담았다.